# 中越村
中越村（なかこしむら）は、かつて新潟県三島郡にあった村。

## 沿革
- 1889年（明治22年）4月1日 - 町村制施行に伴い三島郡大門村、小竹村、米田村、上野山村、中山村、立石村、川西村、松本村、山谷村、別ケ谷村、小釜谷村、大釜谷村、桂沢村、吉水村が合併し、中越村が発足。
- 1901年（明治34年）11月1日 - 三島郡西越村、八手村と合併し、西越村を新設して消滅。